# Завадський Юрій Олександрович
Юрій Олександрович Завадський (12 липня (30 червня за старим стилем) 1894, Москва, — 5 квітня 1977, Москва) — радянський актор та режисер, педагог. Народний артист СРСР (1948). Лауреат Ленінської (1965) та двох Сталінських премій (1946, 1951). Герой Соціалістичної Праці (1973).. Член ВКП(б) з 1944 року.

## Біографія
Юрій Олександрович Завадський народився у Москві. У 1913 році вступив до Московського університету на юридичний факультет. Водночас брав уроки в школі малюнку та живопису С. Ю. Жуковського, а пізніше у школі П. І. Кєліна. У 1915 році навчався в студії Є. Б. Вахтангова.
У 1920—1924 рр. Юрій Завадський — актор та режисер 3-ї студії МХАТ (Державний академічний театр імені Є. Вахтангова). З 1924 року — член художньої ради, обраної акторами після смерті Вахтангова.
У 1924 році відбувся режисерський дебют Юрія Завадського, вистава за п'єсою М. В. Гоголя «Одруження».
З 1924 по 1931 роки Юрій Завадський був актором Московського художнього театру. У тому ж 1924 році створив власну театральну студію, акторами якої були його учні В. П. Марецька, Р. Я. Плятт, М. Д. Мордвинов, П. В. Массальський та інші. Юрій Завадський керував студією до 1936 року.
У 1932—1935 рр. очолював Центральний театр Червоної Армії. У 1936 році був направлений до Ростова-на-Дону де очолив Театр ім. М. Горького.
У 1940 році Юрій Завадський повернувся до Москви, де був призначений на посаду головного режисера Театру ім. Мосради (рос. Театр имени Моссовета), та очолював цей театр до останніх днів життя. У 1965 році за виставу «Маскарад» за твором М. Ю. Лермонтова (перша редакція — у 1952 році, друга — у 1964) був нагороджений Ленінською премією.
З 1940 року викладав, у 1947 році отримав звання професора.
Помер 5 квітня 1977 року. Похований у Москві на Ваганьківському кладовищі.